# Buffalo (Virgínia de l'Oest)
Buffalo és una població dels Estats Units a l'estat de Virgínia de l'Oest. Segons el cens del 2008 tenia 1.206 habitants.

## Demografia
Segons el cens del 2000, Buffalo tenia 1.171 habitants, 490 habitatges, i 338 famílies. La densitat de població era de 320,7 habitants per km².
Dels 490 habitatges en un 28% hi vivien nens de menys de 18 anys, en un 53,9% hi vivien parelles casades, en un 10,4% dones solteres, i en un 31% no eren unitats familiars. En el 28,4% dels habitatges hi vivien persones soles el 13,5% de les quals corresponia a persones de 65 anys o més que vivien soles. El nombre mitjà de persones vivint en cada habitatge era de 2,37 i el nombre mitjà de persones que vivien en cada família era de 2,91.
Per edats la població es repartia de la següent manera: un 22% tenia menys de 18 anys, un 7,7% entre 18 i 24, un 28,6% entre 25 i 44, un 27,1% de 45 a 60 i un 14,6% 65 anys o més.
L'edat mediana era de 39 anys. Per cada 100 dones de 18 o més anys hi havia 94,7 homes.
La renda mediana per habitatge era de 26.481 $ i la renda mediana per família de 35.938 $. Els homes tenien una renda mediana de 29.519 $ mentre que les dones 16.106 $. La renda per capita de la població era de 14.005 $. Entorn del 12,8% de les famílies i el 17,6% de la població estaven per davall del llindar de pobresa.

## Poblacions més properes
El següent diagrama mostra les poblacions més properes.